# 隱鮋
隱鮋為輻鰭魚綱鮋形目鮋亞目平鮋科的其中一種，為深海魚類，分布於西北太平洋Emperor海底山脈，棲息深度900-1200公尺，體長可達30公分，棲息在底層水域，生活習性不明。